# À la dérive (téléfilm)
Pour les articles homonymes, voir À la dérive.
À la dérive (She's Too Young) est un téléfilm américano-canadien réalisé par Tom McLoughlin, diffusé le 16 février 2004 sur Lifetime.

## Synopsis
Hannah, Dawn et Becca ont 14 ans ; des trois, seule Hannah n'a pas encore eu de rendez-vous galant ni de rapport sexuel. Lorsque Nick Hartman, le garçon le plus populaire du lycée, lui propose de sortir avec elle, Hannah est ravie et parvient à convaincre ses parents de lui faire confiance. Trish, sa mère, hésite à la laisser sortir mais Bill, son père, fait preuve d'une grande confiance envers sa fille. Hannah est quelque peu gênée de sortir avec Nick alors que ses deux amies ont déjà eu des rapports avec lui ; elle se laisse convaincre lorsque le jeune homme lui dit que ce n'est pas pour le sexe qu'il est avec elle.

## Fiche technique
- Réalisation : Tom McLoughlin
- Scénario : Richard Kletter
- Société de production : Jaffe/Braunstein Films

## Distribution
- Marcia Gay Harden (VF : Déborah Perret) : Trish Vogul
- Alexis Dziena (VF : Dorothée Pousséo) : Hannah Vogul
- Mike Erwin (VF : Alexis Tomassian) : Nick Hartman
- Miriam McDonald (VF : Mélanie Laurent) : Dawn Gensler
- Megan Park (VF : Edwige Lemoine) : Becca White
- Gary Hudson (en) (VF : Emmanuel Jacomy) : Bill Vogul
- Deborah Odell : Ginnie Gensler
- Rhonda McLean : Kathleen White
- Joe Dinicol (VF : Arthur Pestel) : Tommy
- Karen Glave : Lauren James
- John White : Brad

 Source et légende : version française (VF) sur RS Doublage

## Accueil
Le téléfilm a été vu par environ 3,3 millions de téléspectateurs lors de sa première diffusion.